# Pokalturneringen i ishockey 1988-89
Pokalturneringen i ishockey 1988-89 var den første udgave af den danske pokalturnering i ishockey for mandlige klubhold. Turneringen blev arrangeret af Danmarks Ishockey Union og afviklet under navnet BRF Cup som følge af et sponsorat fra BRF Kredit.
Turneringen blev vundet af Esbjerg Ishockey Klub, som i finalen i Brøndby Hallen besejrede Rødovre Skøjte & Ishockey Klub med 8-4, efter at Rødovre SIK i første periode havde været foran med 2-0. Dermed sikrede vestjyderne sig førstepræmien på 50.000 kr., mens Rødovre måtte nøjes med 25.000 kr. for finalepladsen. I kampen om tredjepladsen vandt Herlev Ishockey Klub med 8-2 over AaB.
De fire semifinalister havde kvalificeret sig til Final 4-stævnet i Brøndby Hallen ved at vinde hver deres indledende pulje. I den indledende runde deltog 16 hold: de syv Eliteserieklubber og de syv 1. divisionsklubber samt IK Aalborg og Hvidovre IK.

## Resultater

### Indledende runde
Den indledende runde blev spillet i perioden 25. - 27. november 1988 og havde deltagelse af 16 hold, der var inddelt i fire pujler med fire hold. Hver pulje spillede en enkeltturnering alle-mod-alle, og de fire puljevindere gik videre til Final 4-stævnet.

#### Pulje 1
Kampene i pulje 1 blev spillet i Aalborg Skøjtehal.
| Dato         | Kl.   | Kamp                       | Res.  | Perioder      |
| ------------ | ----- | -------------------------- | ----- | ------------- |
| 25. november | 17:00 | AaB - IK Aalborg           | 13–10 | 4-0, 5-1, 4-0 |
| 25. november | 20:30 | Herning IK - IK Skovbakken | 16–10 |               |
| 26. november |       | Herning IK - IK Aalborg    | 9–2   |               |
| 26. november |       | AaB - IK Skovbakken        | 20–10 |               |
| 27. november | 10:00 | IK Aalborg - IK Skovbakken | 3–6   |               |
| 27. november | 13:30 | AaB - Herning IK           | 7–4   |               |

| Hold          | Kampe | Mål   | Point |
| ------------- | ----- | ----- | ----- |
| AaB           | 3     | 40-60 | 6     |
| Herning IK    | 3     | 29-10 | 4     |
| IK Skovbakken | 3     | 08-39 | 2     |
| IK Aalborg    | 3     | 06-28 | 0     |

#### Pulje 2
Kampene i pulje 2 blev spillet i Esbjerg Skøjtehal.
| Dato         | Kl.   | Kamp                          | Res.  | Perioder      |
| ------------ | ----- | ----------------------------- | ----- | ------------- |
| 25. november | 17:00 | Esbjerg IK - Odense IK        | 12–10 | 6-0, 1-1, 5-0 |
| 25. november | 20:30 | Frederikshavn IK - Vojens IK  | 12–31 |               |
| 26. november |       | Frederikshavn IK - Odense IK  | 11–11 |               |
| 26. november |       | Esbjerg IK - Vojens IK        | 10–41 |               |
| 27. november | 10:00 | Odense IK - Vojens IK         | 4–5   |               |
| 27. november | 13:30 | Esbjerg IK - Frederikshavn IK | 4–3   |               |

| Hold             | Kampe | Mål   | Point |
| ---------------- | ----- | ----- | ----- |
| Esbjerg IK       | 3     | 26-80 | 6     |
| Frederikshavn IK | 3     | 26-80 | 4     |
| Vojens IK        | 3     | 12-26 | 2     |
| Odense IK        | 3     | 06-28 | 0     |

#### Pulje 3
Kampene i pulje 3 blev spillet i Herlev Skøjtehal.
| Dato         | Kl.   | Kamp                        | Res.  | Perioder      |
| ------------ | ----- | --------------------------- | ----- | ------------- |
| 25. november | 17:00 | Gladsaxe SF - KSF           | 2–9   | 0-5, 0-4, 2-0 |
| 25. november | 20:00 | Herlev IK - IF Brøndby 75   | 5–2   |               |
| 26. november |       | Herlev IK - KSF             | 13–31 |               |
| 26. november |       | Gladsaxe SF - IF Brøndby 75 | 7–5   |               |
| 27. november | 10:00 | KSF - IF Brøndby 75         | 13–41 |               |
| 27. november | 13:30 | Herlev IK - Gladsaxe SF     | 18–01 |               |

| Hold          | Kampe | Mål       | Point |
| ------------- | ----- | --------- | ----- |
| Herlev IK     | 3     | 36-50     | 6     |
| KSF           | 3     | 125-190   | 4     |
| Gladsaxe SF   | 3     | 019-321   | 2     |
| IF Brøndby 75 | 3     | 0011-2511 | 0     |

#### Pulje 4
Kampene i pulje 4 blev spillet i Hørsholm Skøjtehal.
| Dato         | Kl.   | Kamp                      | Res.  | Perioder      |
| ------------ | ----- | ------------------------- | ----- | ------------- |
| 25. november | 17:30 | Rødovre SIK - Hvidovre IK | 8–1   | 4-0, 1-1, 3-0 |
| 25. november | 20:30 | HIK - Rungsted IK         | 9–3   |               |
| 26. november |       | Rungsted IK - Rødovre SIK | 1–6   |               |
| 26. november |       | HIK - Hvidovre IK         | 10–51 |               |
| 27. november |       | Rungsted IK - Hvidovre IK | 17–31 |               |
| 27. november |       | HIK - Rødovre SIK         | 4–8   |               |

| Hold        | Kampe | Mål     | Point |
| ----------- | ----- | ------- | ----- |
| Rødovre SIK | 3     | 22-60   | 6     |
| HIK         | 3     | 122-160 | 4     |
| Rungsted IK | 3     | 21-17   | 2     |
| Hvidovre IK | 3     | 09-35   | 0     |

### Final 4
Final 4-stævnet med semifinaler, bronzekamp og finale blev spillet i Brøndby Hallen i Brøndbyvester mellem jul og nytår i 1988 med deltagelse af de fire puljevindere fra den indledende runde.

#### Semifinaler
| Dato         | Kl.   | Kamp                    | Res. | Perioder      | Tilsk. |
| ------------ | ----- | ----------------------- | ---- | ------------- | ------ |
| 27. december |       | Herlev IK - Rødovre SIK | 3–5  | 1-0, 2-4, 0-1 | 2.482  |
| 28. december | 19:00 | Esbjerg IK - AaB        | 4–1  | 1-1, 1-0, 2-0 | 602    |

#### Bronzekamp
| Dato         | Kl.   | Kamp            | Res. | Perioder      |
| ------------ | ----- | --------------- | ---- | ------------- |
| 29. december | 16:00 | AaB - Herlev IK | 2–8  | 0-3, 1-2, 1-3 |

#### Finale
| Dato         | Kl.   | Kamp                     | Res. | Perioder      | Tilsk. |
| ------------ | ----- | ------------------------ | ---- | ------------- | ------ |
| 29. december | 19:00 | Esbjerg IK - Rødovre SIK | 8–4  | 1-2, 4-1, 3-1 | 2.900  |

### Hædersbevisninger
Esbjerg IK's Radoslav Svoboda blev kåret som pokalfinalens største fighter.
Fair play-pokalen blev vundet af Esbjerg IK, som var holdet med færrest udvisningsminutter.

#### All star-hold
| Position | Spiller              | Klub        |
| -------- | -------------------- | ----------- |
| Målmand  | Lars Henriksen       | Esbjerg IK  |
| Backs    | Søren Jensen         | Esbjerg IK  |
| Backs    | Radoslav Svoboda     | Esbjerg IK  |
| Forwards | Kim "Musen" Andersen | Rødovre SIK |
| Forwards | Erik Lodberg         | Esbjerg IK  |
| Forwards | Stig Nielsen         | Esbjerg IK  |